# Lewis Seiler
Lewis Seiler (Nova Iorque, 30 de setembro de 1890 —  Los Angeles, 8 de janeiro de 1964) foi um cineasta estadunidense.

## Biografia
Nascido na cidade de Nova Iorque, Seiler trabalhou como diretor para diversos estúdios, entre eles a Warner Bros., First National Pictures e Columbia, mais se destacou mesmo na 20th Century Fox. Seus filmes mais conhecidos incluem, You're in the Army Now (1941), uma comédia estrelada por Jimmy Durante e Phil Silvers, e as comédias musicais Something for the Boys, Doll Face (1945) e If I'm Lucky (1946) ambas com Carmen Miranda.

## Filmografia
- No Man's Gold (1926)
- The Great K & A Train Robbery (1926)
- Outlaws of Red River (1927)
- Tumbling River (1927)
- The Ghost Talks (1929)
- Frontier Marshal (1934)
- Charlie Chan em Paris (1935)
- Here Comes Trouble (1936)
- The First Baby (1936)
- Career Woman (1936)
- Turn Off the Moon (1937)
- Crime School (1938)
- Penrod's Double Trouble (1938)
- Heart of the North (1938)
- The Kid from Kokomo (1939)

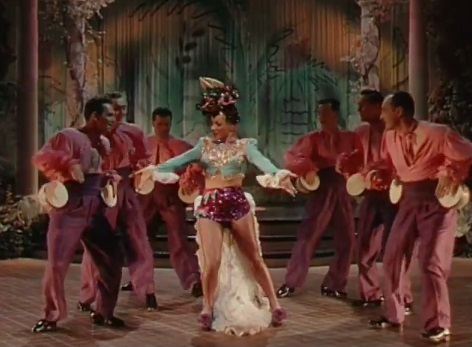
Carmen Miranda em Something for the Boys, filme dirigido por Seiler em 1944.

- You Can't Get Away with Murder (1939)
- Hell's Kitchen (1939)
- Dust Be My Destiny (1939)
- It All Came True (1940)
- Murder in the Air (1940)
- Flight Angels (1940)
- Tugboat Annie Sails Again (1940)
- South of Suez (1940)
- Kisses for Breakfast (1941)
- The Smiling Ghost (1941)
- You're in the Army Now (1941)
- The Big Shot (1942)
- Pittsburgh (1942)
- Guadalcanal Diary (1943)
- Something for the Boys (1944)
- Molly and Me (1945)
- Doll Face (1945)
- If I'm Lucky (1946)
- Whiplash (1948)
- Breakthrough (1950)
- The Tanks Are Coming (1951)
- The Winning Team (1952)
- Operation Secret (1952)
- Women's Prison (1955)
- Over-Exposed (1956)
- The True Story of Lynn Stuart (1958)